# Strangers6
《Strangers6》（中文：六個陌生人），日本WOWOW動作劇集，共15集，該劇於2012年1月27日，於日本首播，之後會以亞洲為主的30個國家陸續播出。

## 故事簡介
劇情設定於近未來，以中國、日本與韓國三國所構成的經濟共同區域「海灣」為背景。三國情報部門接獲一項關於即將發生毀滅性大地震的情資，震央正位於這個共同區域。為了防止災難發生，各國秘密合作，組成一支由六位菁英情報人員所構成的專家小組。
這六名成員來自中國、日本與韓國，彼此原本素未謀面，個性、專業與文化背景皆大相逕庭。然而，他們因一份錯誤但關鍵的假情報而命運交會，必須聯手面對一連串險象環生的任務，對抗幕後的神秘黑暗勢力，保護三國的共同利益與人民的未來。劇中融合高科技情報戰、跨國合作與人性衝突，是一部兼具娛樂性與思考性的動作鉅作。

## 演員表

### Strangers6成員
| 演員       | 角色           | 關係/暱稱                                            |
| 唐澤壽明   | 皆藤悟         | 日本公安警察要員 性格沉默 精通古希伯來文的地質學家   |
| 林保怡     | 方海廉         | 中國公安局海灣自治區組長 冷靜果斷 密碼破解高手       |
| 吳智昊     | 朴泰賢/ 朴宇勛 | 韓國國家情報院要員 前衛時尚、思維活躍 國際政治學博士 |
| 劉璇       | 文靜           | 中國公安局要員 活潑感性 對數字、符號超常敏感         |
| 黄川田将也 | 立花賢治       | 日本公安警察要員 頭腦發達、四肢簡單 擅長電腦         |
| 金孝珍     | 安智慧         | 韓國國家情報院要員 野蠻女友、千金大小姐 程式員       |

### 各地警方/領導人
| 演員        | 角色   | 關係/暱稱            |
| 谷峰 （クー・ホン）   | 陝州   | 海灣自治區最高責任者 |
| 區軒瑋 （ジョン アウ・ヒンワイ） | 張局長 | 海灣自治區之局長     |
| 王宗堯 （グレゴリー・ワン） | 王秘書 | 張局長的秘書         |
| 二階堂智    | 高田   | 日本公安警察         |
| 矢柴俊博    | 柴崎   | 日本公安警察         |
| 康喜弼      | 浅野   | 日本公安警察         |
| 趙在炫 （ジャン・ハンソン） | 朴世鎮 | 宇勛的父親           |
| 金誠一 （キム・ソンイル） | 李哲秀 |                      |
| 李貞賢 （イ・ジョンヒョン） | 洪吉童 |                      |
| 金仁瑞 （キム・インソ） | 金美娜 | 韓國國家情報院成員   |
| 崔珉 （チェ・グィファ）   | 尹濟文 | 韓國國家情報院成員   |
| 柳承莞 （チュ・グィジョン） | 朴恩善 | 韓國國家情報院成員   |

### 犯罪組織成員
| 演員        | 角色             | 關係/暱稱                                      |
| 吉家章人    | 松川寛之/ 武井健 | 皆藤恵理工作上的拍檔 實為日本綁匪首領          |
| 朴正學 （パク・ジョンハク） | 閔智星           | 前韓國國家情報院成員 宇勛的前輩 現改投黑幕組織 |
| 王合喜      | 溫翰韜           | 溫老大 中國黑社會最高領導人 為人低調           |
| 何華超      | 海正             | 綁匪 方海廉於警校的朋友                        |
| 姜皓文      | 邱恩             | 綁匪 受武井健威脋                              |

### 其他演員
| 演員             | 角色        | 關係/暱稱                                      |
| 北村一輝         | 劉光輝      | 投資顧問                                       |
| 森田涼花         | 皆藤美月    | 皆藤悟女兒                                     |
| 神野三鈴         | 皆藤恵理    | 皆藤悟妻子 離婚中                              |
| 太田彩乃         | 東由美佳    | 皆藤悟的現任女朋友 被松川殺害                  |
| 堀田眞三         | 峰武芳郎    | 峰武博士 地震學之權威 Strangers6保護的重要人物 |
| 金炳宣 （キム・ビョンスン）      | 金博士      | 峰武博士的助手                                 |
| 神田瀧夢         | 館山政則    | IT企業社長                                     |
| 古藤 Lorena （コトウロレナ） | 富永 Sophia | 館山社長的秘書                                 |
| 高仁範 （コ・インボム）      | 張社長      | 長谷公司南韓分部CEO                            |
| 李秀英 （イ・ソジョン）      | 金素姬      | 張社長的秘書                                   |
| 尹子維 （テレンス・イン）      | 東永裴      | 張社長的員工                                   |
| 鄭鈞             | 小俊        |                                                |

## 主題曲
- Stranger－SHINee

## 插曲
- Sweetune－KARA
- My Prayer－KARA